# Adonisea sierrae
Adonisea sierrae là một loài bướm đêm trong họ Noctuidae.